# Jamie Zeppa
Jamie Zeppa (geb. 1964) ist eine kanadische Pädagogin und Schriftstellerin. Sie verfasste das Buch Beyond the Sky and the Earth: A Journey into Bhutan, das den Banff Mountain Book Festival Award for Adventure Travel Writing erhielt, und den Roman Every Time We Say Goodbye.

## Leben

### Jugend und Ausbildung
Zeppas Eltern ließen sich scheiden als sie noch jung war und sie wuchs bei ihren Großeltern auf in Sault Ste. Marie, Ontario, Kanada.

### Bhutan
Im Alter von 23 Jahren nahm Zeppa einen Lehrerjob für Englisch in Bhutan an. Sie lebte dort neun Jahre lang, unterrichtete am Sherubtse College und konvertierte vom Katholizismus zum Buddhismus. Sie heiratete einen ehemaligen Schüler, den Schauspieler Tshewang Dendup, mit dem sie einen Sohn hat.

### Kanada
Sie lehrte Literatur am Seneca College (Seneca College of Applied Arts and Technology) in Toronto.

## Werke
- Beyond the Sky and the Earth: A Journey into Bhutan. The Berkley Publishing Group, Penguin Putnam, Inc. 1999. Banff Mountain Book Festival Award for Adventure Travel Writing.
- Every Time We Say Goodbye. Knopf Canada 2011. A Globe and Mail Best Book of 2011 Selection.